# رجینا (فیلم ۲۰۲۳)
رجینا (انگلیسی: Regina) فیلم جنایی هندی تامیل-زبان، محصول ۲۰۲۳ است که توسط دومین. دی. سیلوا کارگردانی شد. بازیگران اصلی فیلم سوناینا در نقش شخصیت اول فیلم، به همراه آنانت، باوا چلادورای، گاجَراج (Gajaraj)، سای دهینا، ریتو مانترا، نیواس آدیتان، ویوک پراسانا در نقش مکمل می‌باشند.